# Помічнянська міська рада
Помічня́нська міська́ ра́да — адміністративно-територіальна одиниця та орган місцевого самоврядування в Добровеличківському районі Кіровоградської області. Адміністративний центр — місто Помічна.

## Загальні відомості
- Територія ради: 8,15 км²
- Населення ради: 9143 особи (станом на 2015 рік)[1]

## Населені пункти
Міській раді підпорядковані населені пункти:
- м. Помічна

## Склад ради
Рада складається з 30 депутатів та голови.
- Голова ради: Антошик Микола Миколайович
- Секретар ради: Фідальго Поррата Ірина Вікторівна

### Керівний склад попередніх скликань
| Прізвище, ім'я, по батькові | Основні відомості                                                        | Дата обрання | Дата звільнення |
| --------------------------- | ------------------------------------------------------------------------ | ------------ | --------------- |
| Решетун Анатолій Васильович | Міський голова, 1959 року народження, член Соціалістичної партії України | 26.03.2006   | 31.10.2010      |
| Антошик Микола Миколайович  | Міський голова, 1959 року народження, освіта вища, безпартійний          | 31.10.2010   |                 |

Примітка: таблиця складена за даними сайту Верховної Ради України

### Депутати
За результатами місцевих виборів 2010 року депутатами ради стали:

#### За суб'єктами висування
| Суб'єкт висування                                       | Кількість обраних депутатів | %    |
| ------------------------------------------------------- | --------------------------- | ---- |
| Політична партія Всеукраїнське об'єднання «Батьківщина» | 11                          | 36,7 |
| Партія регіонів                                         | 10                          | 33,3 |
| Соціалістична партія України                            | 6                           | 20   |
| Партія «Відродження»                                    | 3                           | 10   |

#### За округами
| № округу                                                | Прізвище, ім'я, по батькові       | Дата визнання обраним | Освіта             | Партійна приналежність                        | Відомості про обраного депутата                                                |
| ------------------------------------------------------- | --------------------------------- | --------------------- | ------------------ | --------------------------------------------- | ------------------------------------------------------------------------------ |
| Партія «ВІДРОДЖЕННЯ»                                    |                                   |                       |                    |                                               |                                                                                |
| б/м                                                     | Авєкіна Таміла Миколаївна         | 05.11.2010            | вища               | член Партії «ВІДРОДЖЕННЯ»                     | вагонне депо Помічна Одеської залізниці, інженер-технолог                      |
| б/м                                                     | Яндович Володимир Миколайович     | 05.11.2010            | вища               | член Партії «ВІДРОДЖЕННЯ»                     | дистанція електропостачання Помічна Одеської залізниці, начальник              |
| 13                                                      | Ядревський Олександр Борисович    | 05.11.2010            | вища               | член Партії «ВІДРОДЖЕННЯ»                     | Помічнянська дистанція колії Одеської залізниці, майстер                       |
| Партія регіонів                                         |                                   |                       |                    |                                               |                                                                                |
| б/м                                                     | Долінська Юлія Петрівна           | 05.11.2010            | вища               | член Партії регіонів                          | станція Помічна Одеської залізниці, інспектор квиткового бюро                  |
| б/м                                                     | Воронько Вікторія Павлівна        | 05.11.2010            | вища               | член Партії регіонів                          | вузлова лікарня ст. Помічна, головний лікар                                    |
| б/м                                                     | Чернієнко Микола Олексійович      | 05.11.2010            | вища               | член Партії регіонів                          | вагонне депо Помічна Одеської залізниці, заступник начальника                  |
| б/м                                                     | Бондаренко Юрій Станіславович     | 05.11.2010            | вища               | член Партії регіонів                          | станція Помічна Одеської залізниці, начальник                                  |
| б/м                                                     | Шевченко Антоніна Адольфівна      | 05.11.2010            | вища               | член Партії регіонів                          | станція Помічна Одеської залізниці, чергова                                    |
| б/м                                                     | Панасюк Анатолій В'ячеславович    | 05.11.2010            | вища               | член Партії регіонів                          | відомча воєнізована охорона Помічна Одеської залізниці, заступник начальника   |
| 1                                                       | Фідальго-Поррата Ірина Вікторівна | 05.11.2010            | вища               | позапартійна                                  | Помічнянська міська рада, секретар ради                                        |
| 4                                                       | Чипегін Віталій Іванович          | 05.11.2010            | вища               | позапартійний                                 | приватний підприємець                                                          |
| 6                                                       | Чипегін Сергій Іванович           | 05.11.2010            | вища               | член Партії регіонів                          | Помічнянський комбінат комунальних підприємств, начальник                      |
| 7                                                       | Бердичевський Юрій Володимирович  | 05.11.2010            | вища               | член Партії регіонів                          | приватний підприємець                                                          |
| Політична партія Всеукраїнське об'єднання «Батьківщина» |                                   |                       |                    |                                               |                                                                                |
| б/м                                                     | Резніченко Валентина Федорівна    | 05.11.2010            | вища               | член Всеукраїнського об'єднання «Батьківщина» | ДЗ Вузлова лікарня ст. Помічна ДП Одеська залізниця, завідувачка               |
| б/м                                                     | Холодович Віктор Петрович         | 05.11.2010            | вища               | член Всеукраїнського об'єднання «Батьківщина» | тимчасово не працює                                                            |
| б/м                                                     | Кучерява Тетяна Миколаївна        | 05.11.2010            | вища               | член Всеукраїнського об'єднання «Батьківщина» | Помічнянська дистанція сигналізації та зв'язку, електромеханік зв'язку         |
| б/м                                                     | Нестер Дмитро Володимирович       | 05.11.2010            | вища               | позапартійний                                 | Помічнянська дистанція колії, шляховий майстер                                 |
| б/м                                                     | Михайловська Людмила Іванівна     | 05.11.2010            | вища               | член Всеукраїнського об'єднання «Батьківщина» | Піщанобрідський професійно — аграрний ліцей, викладач спеціальних дисциплін    |
| 2                                                       | Луцкевич Микола Анатолійович      | 05.11.2010            | вища               | член Всеукраїнського об'єднання «Батьківщина» | Помічнянська дистанція сигналізації та зв'язку, старший електромеханік         |
| 5                                                       | Васільєва Галина Віталіївна       | 05.11.2010            | вища               | член Всеукраїнського об'єднання «Батьківщина» | Помічнянський навчально-виховний комплекс № 3, вчитель початкових класів       |
| 8                                                       | Новікова Лілія Станіславівна      | 05.11.2010            | вища               | член Всеукраїнського об'єднання «Батьківщина» | ДЗ Вузлова лікарня ст. Помічна ДП Одеська залізниця, зубний лікар              |
| 10                                                      | Пузир Олександр Сергійович        | 05.11.2010            | вища               | позапартійний                                 | ПППузир О. С., приватний підприємець                                           |
| 12                                                      | Циз Віталій Анатолійович          | 05.11.2010            | вища               | позапартійний                                 | ФОПЦиз В. А., приватний підприємець                                            |
| 15                                                      | Холодович Любов Григорівна        | 05.11.2010            | вища               | член Всеукраїнського об'єднання «Батьківщина» | Помічнянська дитяча музична школа, директор                                    |
| Соціалістична партія України                            |                                   |                       |                    |                                               |                                                                                |
| б/м                                                     | Буянова Валентина Іллівна         | 05.11.2010            | вища               | член Соціалістичної партії України            | пенсіонер                                                                      |
| б/м                                                     | Решетун Анатолій Васильович       | 05.11.2010            | вища               | член Соціалістичної партії України            | Помічнянська міська рада, міський голова                                       |
| 3                                                       | Осипенко Тетяна Олександрівна     | 05.11.2010            | вища               | позапартійна                                  | Помічнянський навчально-виховний комплекс № 3, заступник директора             |
| 9                                                       | Ващенко Сергій Андрійович         | 05.11.2010            | вища               | член Соціалістичної партії України            | Локомотивне депо Помічна Одеської залізниці, голова профспілко-вої організації |
| 11                                                      | Гідулян Людмила Анатоліївна       | 05.11.2010            | вища               | позапартійна                                  | Помічнянський навчально-виховний комплекс № 2, заступник директора             |
| 14                                                      | Сушко Анатолій Миколайович        | 05.11.2010            | середня спеціальна | член Соціалістичної партії України            | Локомотивне депо ПомічнаОдеської залізниці, майстер                            |